# O Fantasma de Canterville
O Fantasma de Canterville é um conto humorístico de Oscar Wilde. Foi a primeira história de Wilde a ser publicada, aparecendo em duas partes na The Court and Society Review, 23 de fevereiro e 2 de março de 1887. A história é sobre uma família americana que se muda para um castelo assombrado pelo fantasma de um nobre inglês, o nobre matou sua esposa e foi emparedado para morrer de fome pelos irmãos dela. A história foi adaptada diversas vezes para teatro, cinema e televisão.

## Resumo
A história inicia com a mudança do ministro americano do Tribunal de St James, Hiram B. Otis e sua família inteira para Canterville Chase, uma casa de campo inglesa. A família é recebida pelos avisos de Lord Canterville de que a casa é mal-assombrada. Otis diz que levará tanto os móveis quanto o fantasma na avaliação.
A família Otis é composta pelo casal, Sr. e a Sra Otis, e quatro filhos: o mais velho, Washington, a filha Virginia, e dois gêmeos que não recebem nomes sendo chamados "gêmeos Otis". Nenhum membro da família acredita em fantasmas no início, mas logo depois de se mudarem, nenhum deles pode negar a presença de Sir Simon de Canterville. Sra. Otis percebe uma misteriosa mancha de sangue no chão e comenta que “Ela não liga nem um pouco para manchas de sangue na sala”. Sra. Umney, a governanta da casa, explica que a mancha de sangue é uma evidência do fantasma e não pode ser removida. Washington Otis sugere que a mancha seja removida com o removedor de manchas Champion da Pinkerton e o detergente Paragon. Quando o fantasma faz sua primeira aparição, o Sr. Otis prontamente sai da cama e pragmaticamente oferece ao fantasma Lubrificador Tammany Rising Sun para lubrificar suas correntes e elas não fazerem tanto barulho. Com raiva, o fantasma arremessa a garrafa e corre para o corredor.
Os gêmeos Otis atacam o fantasma com travesseiros e ele foge. A família Otis testemunha o reaparecimento de manchas de sangue no chão junto à lareira, que são removidas sempre que aparecem em várias cores. Apesar dos esforços do fantasma e dos disfarces mais horríveis, a família não demonstra nenhum medo dele, deixando Sir Simon sentindo-se cada vez mais desamparado e humilhado. Os Otis permanecem despreocupados e passam a fazer inúmeros ataques. O fantasma é vítima de arames, lança-ervilhas de brinquedo, lâminas de manteiga e baldes de água que caem. Os gêmeos chegam a criar seu próprio “fantasma”, assustando Sir Simon. Ele se desespera até perceber que Virginia, a linda e sábia filha de quinze anos, é diferente do resto da família. O fantasma diz a ela que não dorme há trezentos anos e deseja desesperadamente fazê-lo. O fantasma conta a ela a trágica história de sua esposa, Lady Eleanor de Canterville, e como ele se tornou um fantasma. Virginia o ouve e aprende uma lição importante, bem como o verdadeiro significado de um enigma. Sir Simon de Canterville diz que ela deve chorar por ele, pois ele não tem lágrimas; ela deve orar por ele, pois ele não tem fé e ela deve então acompanhá-lo até o Anjo da Morte e implorar pela morte de Sir Simon. Ela realmente chora e ora por ele e desaparece com Sir Simon através dos lambris da casa o acompanhando até o Jardim da Morte. A menina se despede então do fantasma. A história termina com Virginia se casando com o duque de Cheshire depois que ambos atingem a maioridade. Sir Simon, ela conta ao marido vários anos depois, ajudou-a a compreender o que é a vida, o que significa a morte e por que o amor é mais forte do que ambos.

## Adaptações

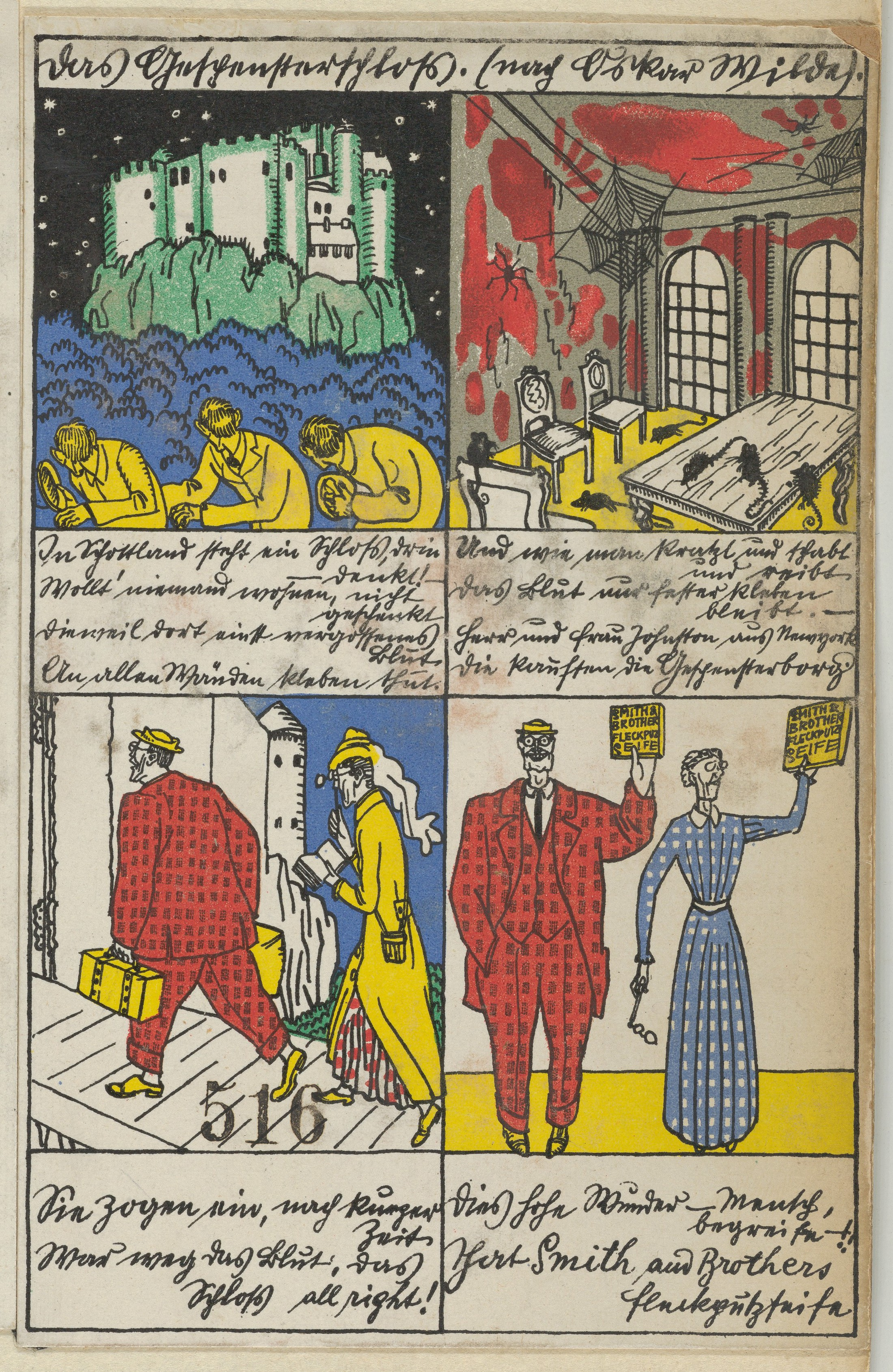
O Castelo Fantasma (depois de Oscar Wilde) (Das Gespensterschloß (nach Oskar Wilde)) MET DP848994

### Filmes teatrais
- The Canterville Ghost, um filme de Hollywood de 1944 com Charles Laughton no papel-título
- Кентервильское привидение, um filme de animação soviético de 1970.
- Bhoothnath, uma adaptação cinematográfica de Bollywood de 2008[2]
- The Canterville Ghost, (Le Fantôme de Canterville) um filme franco-belga de 2016.
- The Canterville Ghost, um longa-metragem de animação britânico com as vozes de Stephen Fry, Hugh Laurie e Miranda Hart, originalmente planejado para lançamento em 2016[3] e lançado em 2023.[4][5]

### Na televisão
De acordo com o Catálogo do American Film Institute, "Entre as muitas outras adaptações da história de Oscar Wilde estão as seguintes versões para televisão, todas intituladas The Canterville Ghost:"
28 de setembro de 1949, na rede ABC, dirigido por Fred Carr e estrelado por Wendy Barrie e Edward Ashley.
20 de novembro de 1950, no programa Robert Montgomery Presents Your Lucky Strike Theatre da rede NBC, estrelado por Cecil Parker e Margaret O'Brien.
12 de abril de 1951, na rede Du Mont, dirigido por Frank Wisbar, estrelado por Lois Hall, Reginald Sheffield e Bruce Lester.
Maio de 1953, versão sindicalizada da Ziv TV, dirigida por Sobey Martin, estrelada por John Qualen e Connie Marshall.
9 de novembro de 1966, The Canterville Ghost, um musical da televisão ABC de 1966 que foi ao ar em 2 de novembro e apresentava Douglas Fairbanks, Jr. Músicas apresentadas pelos compositores do Fiddler on the Roof, Jerry Bock e Sheldon Harnick.
15 de outubro de 1986, para distribuição, dirigido por Paul Bogart, estrelado por John Gielgud, Ted Wass, Andrea Marcovicci e Alyssa Milano.
Em 27 de janeiro de 1996, um filme, The Canterville Ghost foi ao ar na ABC, estrelado por Patrick Stewart e Neve Campbell.
Em 31 de outubro de 2021, uma série da BYUtv e da BBC intitulada The Canterville Ghost estreou.
Além da lista AFI:
- The Canterville Ghost, um drama da televisão britânica de 1962 no BBC Sunday-Night Play com Bernard Cribbins.
- Duch z Canterville, um curta-metragem de comédia polonês feito para a TV, exibido em 31 de maio de 1968, estrelado por Czesław Wołłejko e Anna Nehrebecka.[12]
- The Canterville Ghost (1974), um filme feito para a TV estrelado por David Niven. exibido em 10 de março de 1975 nos Estados Unidos; também foi ao ar na Alemanha Ocidental e na França.
- The Canterville Ghost, um filme para televisão de 1985 estrelado por Richard Kiley, na PBS.
- The Canterville Ghost, um especial animado de televisão de 1988.
- Episódio 7 da primeira série do programa antológico britânico Mystery and Imagination, que foi ao ar em 12 de março de 1966 e apresentava Bruce Forsyth como o fantasma. O episódio foi apagado após a transmissão, mas as gravações apenas de áudio sobreviveram.
- The Canterville Ghost, um filme de 1996 para a televisão (ABC), estrelado por Patrick Stewart e Neve Campbell.
- The Canterville Ghost, um filme de televisão britânico de 1997 estrelado por Ian Richardson e Celia Imrie.
- The Canterville Ghost, um filme de animação australiano de 2001 para televisão da Burbank Films Australia.

### No rádio e no áudio
- The Canterville Ghost, uma transmissão de 18 de junho de 1945 do Lux Radio Theatre, com Charles Laughton e Margaret O'Brien reprisando seus papéis no filme de 1944 de mesmo nome.
- Canterville Ghost, um drama de rádio de 1974 adaptado por George Lowthar para a série CBS Radio Mystery Theatre.
- Uma dramatização de rádio foi transmitida pela BBC Radio 4 na véspera de Ano Novo de 1992.
- Uma leitura da história por Alistair McGowan foi transmitida pela BBC Radio 7 em dezembro de 2007.
- The Canterville Ghost, uma produção de audiolivro de 2011 de WF Howes narrada por Rupert Degas.[13]

### Na mídia impressa
Uma versão em graphic novel foi publicada pela Classical Comics, em 2010, adaptada pelo escritor escocês Sean Michael Wilson. A obra teve arte de Steve Bryant e Jason Millet.

### Na música
- O Fantasma de Canterville (1965–1966) é uma ópera do compositor russo Alexander Knaifel com libreto de Tatiana Kramarova baseado na história de Wilde.
- Bílý pán aneb Těžko se dnes duchům straší uma ópera do compositor tcheco Jaroslav Křička baseada na história de Wilde, libreto de JL Budín, estreada em 1929.[14] (As páginas da Wikipédia sobre Křička em tcheco, francês, alemão e russo contêm muito mais informações do que a página da Wikipédia em inglês, que é um esboço.)
- A ópera Fantasma de Canterville, de Gordon Getty. Apresentação de estreia na Ópera de Leipzig em 9 de maio de 2015.
- Tall Stories Theatre Company, criou uma adaptação musical da história que estreou no Festival Fringe de Edimburgo de 2018 e está em turnê desde então. (Resenha do Festival 2018 no site oficial)
- "The Canterville Ghost" é uma música da banda austríaca de metal sinfônico Edenbridge no álbum Shine. A música é precedida por uma faixa introdutória chamada "The Canterville Prophecy".
- "Dark Depth" é uma música da banda sérvia de thrash metal Alister do álbum Obscurity, fortemente influenciada pela história de Oscar Wilde.
- "El Fantasma de Canterville" é uma canção do músico argentino Charly García.
- Canterville – O musical é um musical de Flavio Gargano, Robert Steiner e Valentina De Paolis.
- "The Ghost Of Canterville" é uma música da banda de hard rock Fans Of The Dark do álbum autointitulado de 2021 Fans Of The Dark. A música se concentra na trágica história de Sir Simon.